# Union Pacific (banda)
Union Pacific fue una banda de rock español. Activa de 1967 a 1980, estuvo integrada en el rock urbano de la época y fue germen de Obús, uno de los más grandes e influyentes grupos del heavy español.
Originaria del barrio de Vallecas en Madrid, pasaron por ella más de doce músicos y, en opinión de algunos, fue una academia más que una banda de rock, no solo por los muchos que formaron parte de ella, sino también por el nivel de dificultad y perfección en la ejecución de sus versiones, que les dio fama antes de publicarse algunos de sus temas originales.

## Historia
Debido a la gran cantidad de cambios en su formación, las fechas de las referencias a este grupo en la red suelen variar y no ser del todo exactas, salvo en lo relativo a sus pocas publicaciones discográficas.
Según la mayor parte de las fuentes, los orígenes de la banda se sitúan en 1967, cuando varios compañeros del colegio Centro Cultural Gredos de Vallecas deciden formar un grupo musical llamado Union Pacific, nombre de una película del oeste basada en la historia de la compañía ferroviaria americana. Estos eran: Fernando Sánchez (batería), que se mantuvo en el grupo hasta su final y formó parte después de Obús, Gonzalo Sánchez y Alberto Moreno (guitarras) y José Luis Sánchez (bajo). Posteriormente Alberto Martínez sustituyó a este último, y se incorporaría Germán Sánchez a los teclados.
El grupo se especializa en versiones de rock de Grand Funk Railroad, Steppenwolf, Deep Purple, y Led Zeppelin, entre otros. Pasado un tiempo comienzan los cambios, debido al servicio militar obligatorio que los españoles debían cumplir por entonces. Volvió José Luis Sánchez sustituyendo durante el periodo militar a Alberto Martínez, que una vez concluido se reincorpora de nuevo a la banda. Los dos guitarristas abandonan el grupo y son sustituidos por Isidro Rodríguez y Juan López Clemente. Este último, además de la guitarra, aporta las congas y la flauta travesera,  lo que permite ampliar el repertorio con versiones de Santana y Jethro Tull.
A partir de 1974, se van produciendo varios cambios importantes en la banda: Pepe Marchante sustituye a Isidro en la guitarra, José Miguel Ruiz «Jimi» entra para sustituir a Alberto al bajo, Juan López debe dejar provisionalmente el grupo para cumplir su servicio militar (aunque aprovecha los permisos para colaborar en algunos conciertos), y Germán decide dejar la música, preparando a José Antonio Gálvez, pianista y organista, para sustituirle, permaneciendo los dos juntos durante una temporada.
Sin abandonar sus versiones más emblemáticas, los componentes de Union Pacific se empiezan a orientar hacia el Rock progresivo, influidos por las corrientes europeas de grupos que escuchaban a menudo y de los que aprendían practicando en su local (Pink Floyd, Yes, King Crimson, Genesis, Camel, Soft Machine, Van der Graaf Generator, Focus, etc.). Decantándose más por el Rock sinfónico', se incorporan nuevas versiones de Pink Floyd, Focus (con la flauta de Juan López en sus permisos) y de la ópera rock Jesucristo Superstar, entre otras, junto a temas originales como «Because the world is now behind», una composición de 8 minutos original de Pepe Marchante enriquecida con las aportaciones de todo el grupo, que se graba en 1976 por el sello Beverly récords, y se publica en 1977 en el LP Ni lo uno ni lo otro sino todo lo contrario, compartido con otros tres grupos de diversos estilos: Aquelarre, Indiana y Vade Retro.
En esta época Union Pacific estaba formado por Germán Sánchez (órgano), Fernando Sánchez (batería), Pepe Marchante (guitarra), José Antonio Gálvez (mellotron y piano) y José Miguel Ruiz «Jimi» (bajo). Fue la que acompañó en sus actuaciones por las discos de Toledo, Guadalajara y Madrid al DJ Vicente Mariscal Romero, pionero de la radio y prensa musical de rock en España en aquellos años.
Pepe también se tiene que ir a la mili y antes de irse deja grabada con el Mariscal Romero y el grupo ya sin Germán, pero con las congas de Juan López, una peculiar versión de «Satisfaction», con arreglo hecho por él mismo, que se publica más tarde como «No nos dan satisfacción» en el disco Rock del Manzanares (Viva el Rollo v.2) (Chapa Discos, 1978).
Al volver Juan López se empiezan a alternar las versiones con temas originales tomando el rumbo del Rock urbano del momento, aunque les llaman para ser teloneros de la banda cántabra de rock progresivo Bloque en el Alcalá Palace de Madrid.
Vicente Romero produce en 1978 para Chapa Discos el sencillo «A tu marcha / Escapa», temas que también se incluyen en el disco recopilatorio del mismo sello ‘Rock del Manzanares. Viva el Rollo Vol. 2’, junto a Leño, Cucharada, Asfalto y Araxes II.

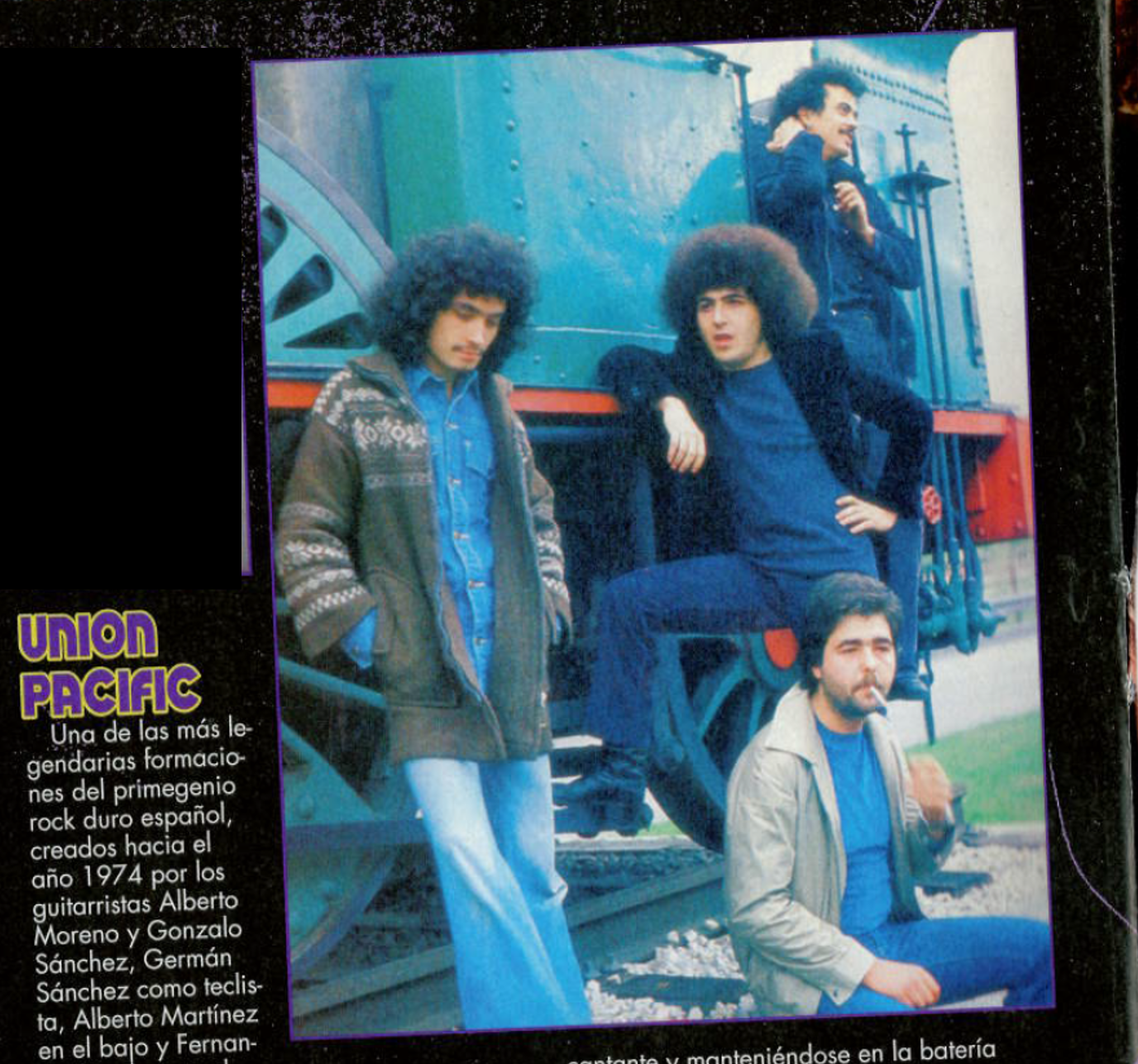
Union Pacific en La Heavy. Formación del sencillo A tu marcha / Escapa

Después José Miguel «Jimi», más entusiasta del Jazz Rock, y pasando de solicitar más prórrogas del servicio militar, decide dejar el grupo, y prepara a un chaval de buen nivel para sustituirle: Enrique Sanz “Kike”, que salía del primer grupo W.C. creado por Jerónimo Ramiro «Jero» y Ramoncín.
En 1979 se reconfigura el grupo quedando compuesto por Juan López Clemente y Francisco Laguna (guitarras), Enrique Sanz «Kike» (bajo), Fructuoso «Fortu» Sánchez (cantante) y el batería de siempre Fernando Sánchez. Poco antes se había grabado el segundo sencillo del grupo: «Detrás de ti / Volver a sentir» (Chapa Discos, 1979). Todavía habría un cambio más: Toni Acebes sustituirá a Juan López, que durante los últimos años había ejercido el papel de líder de la banda y compositor de casi todos los temas.
Union Pacific se deshace en 1980. Francisco Laguna, junto al bajista Juan Luis Serrano, formaría el grupo Obús al que un año después se incorporan «Fortu» y Fernando.
De otros componentes puede destacarse a: Tony Acebes que fundó el grupo Bella Bestia, José Miguel Ruiz «Jimi», que tras un intento fallido de resucitar la banda, colaboró en un grupo de la Movida madrileña en los 80 denominado Pánico en el Teléfono, y Pepe Marchante, que se integró primero en Cadillac y fue luego músico de sesión de famosos artistas del panorama nacional e internacional como John Paul Young, José Luis Perales, Moris, Betty Missiego, Wilson Pickett y Rocío Jurado, entre muchos otros, llegando a la orquesta de RTVE participando en las grabaciones de multitud de programas y conciertos.

## Componentes
Debido a la gran cantidad de cambios en su formación, las fechas de las referencias en la red suelen variar y pueden no ser del todo exactas.
- Fernando Sánchez – Batería y voz (1967-1979)
- José Luis Sánchez - Bajo (1967-1970)
- Alberto Martínez – Bajo (1970-1974)
- Gonzalo Sánchez – Guitarra (1970-¿?)
- Alberto Moreno – Guitarra (1967-¿?)
- Isidro Rodríguez – Guitarra (¿?-1974)
- Germán Sánchez – Órgano (1970-1976)
- Juan López Clemente – Guitarra, voz, congas y flauta (¿?-1979)
- Pepe Marchante – Guitarra y voz (1974-1976)
- José Miguel Rodríguez «Jimy» – Bajo (1974-1978)
- José Antonio Gálvez – Teclados (1976-1979)
- Enrique Sanz «Kike» – Bajo (1978-1980)
- Fortu Sánchez – Voz (1979-1980)
- Paco Laguna – Guitarra (1979-1980)
- Tony Acebes – Guitarra (1979-1980)

## Discografía
- Because the world is now behind (Beverly récords, 1977, en LP “Ni lo uno ni lo otro sino todo lo contrario”)
- A tu marcha / Escapa (Chapa Discos, 1978)
- Detrás de ti / Volver a sentir (Chapa Discos, 1979)

### Recopilatorios
- Viva el Rollo Vol.2 Rock del Manzanares (Chapa Discos 1978)
- Rockopilación (Chapa Discos 1979) TEMA: A tu marcha
- Titis, el Sonido Chapa (Chapa Discos 1979) TEMA: A tu marcha
- Dos Años del Sonido Chapa (Chapa Discos 1980) 2 LP  TEMAS: Satisfecho (con Vicente Romero) y A tu marcha